# Friedhöfe Nieder-Erlenbach

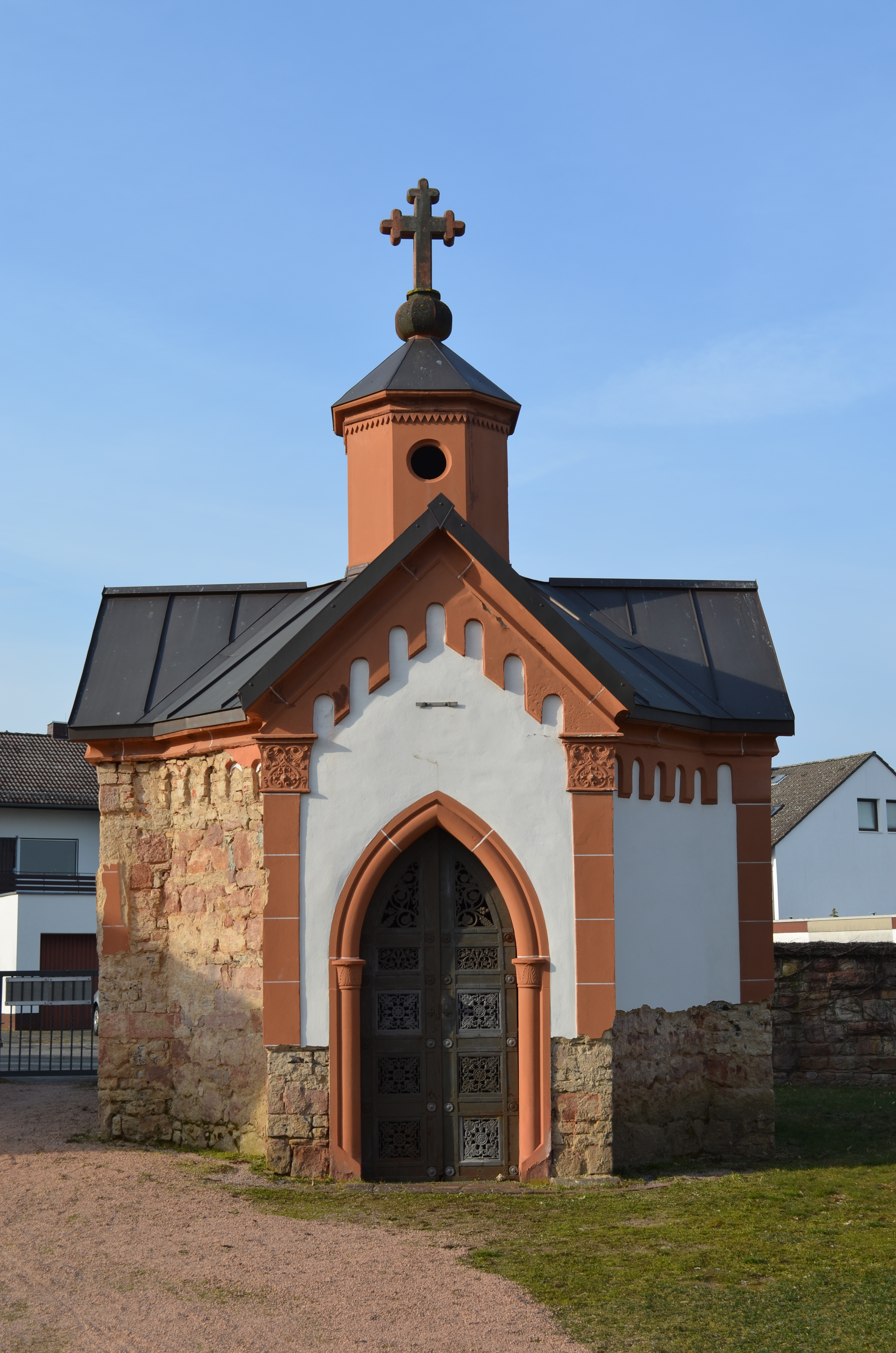
Lersner-Gruft

In Nieder-Erlenbach, einem Stadtteil von Frankfurt am Main, bestehen zwei Friedhöfe.

## Alter Friedhof
Der Alte Friedhof in der Kapersburgstraße 2c wurde 1874 eingerichtet. Er hat eine Fläche von 0,5 Hektar und weist 500 Gräber auf.
Am Kopfende des Friedhofs befindet sich die Gruft der Familie von Lersner. Sie steht, genauso wie das daneben befindliche Gräberfeld der Familie, unter Denkmalschutz. Die Gruft ist das Eingangsbauwerk zu den Gräbern. Sie wurde auf dem Grundriss eines griechischen Kreuzes in sparsamen gotische Formen errichtet. Die Erstbelegung erfolgte 1847. Das Gräberfeld der Familie von Lersner besteht aus sechs Granitstelen in der Anmutung natürlicher Felsen.
Ein schlichter kleiner Obelisk aus rotem Mainsandstein erinnert an die Verstorbenen des Krieges 1870/71.

„Georg Hark: Verwundet 19. August 1870 zu Vernéville – gest. 13. September 1870 – Ruhe sanft in fremder Erde“

„1814 – Was die Väter nicht ahnten als sie pflanzten das <unleserlich> des Dankes – 1871 – Die Enkel erlebtens drum stellten sie dankend den Stein – Nieder Erlenbach den 10. April 1871“

„Die Krieger gegen Frankreich 1870–71 – <Liste mit 12 Namen>“

Ebenfalls am Kopfende des Friedhofs befindet sich die Trauerhalle.

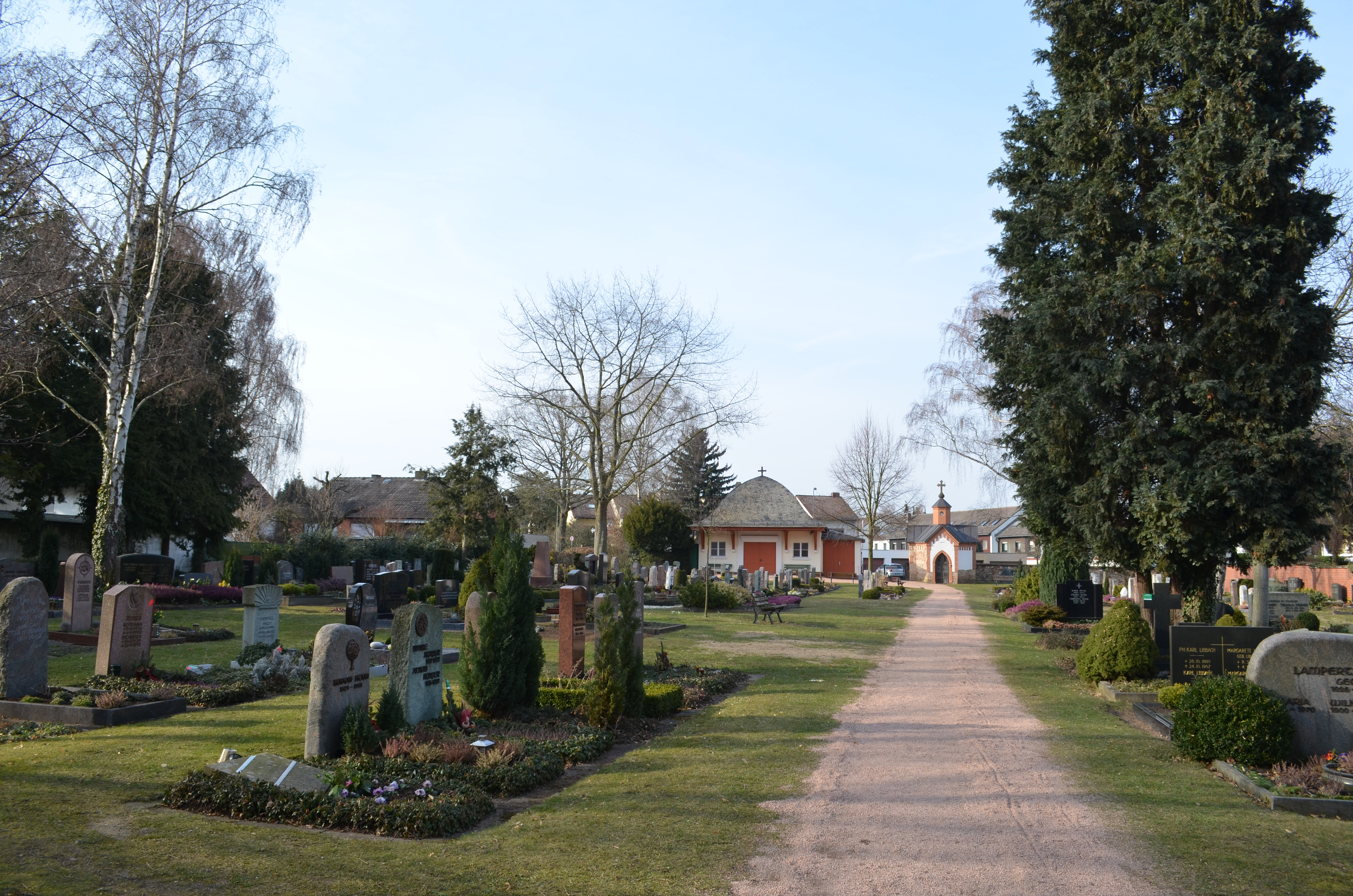
Totale
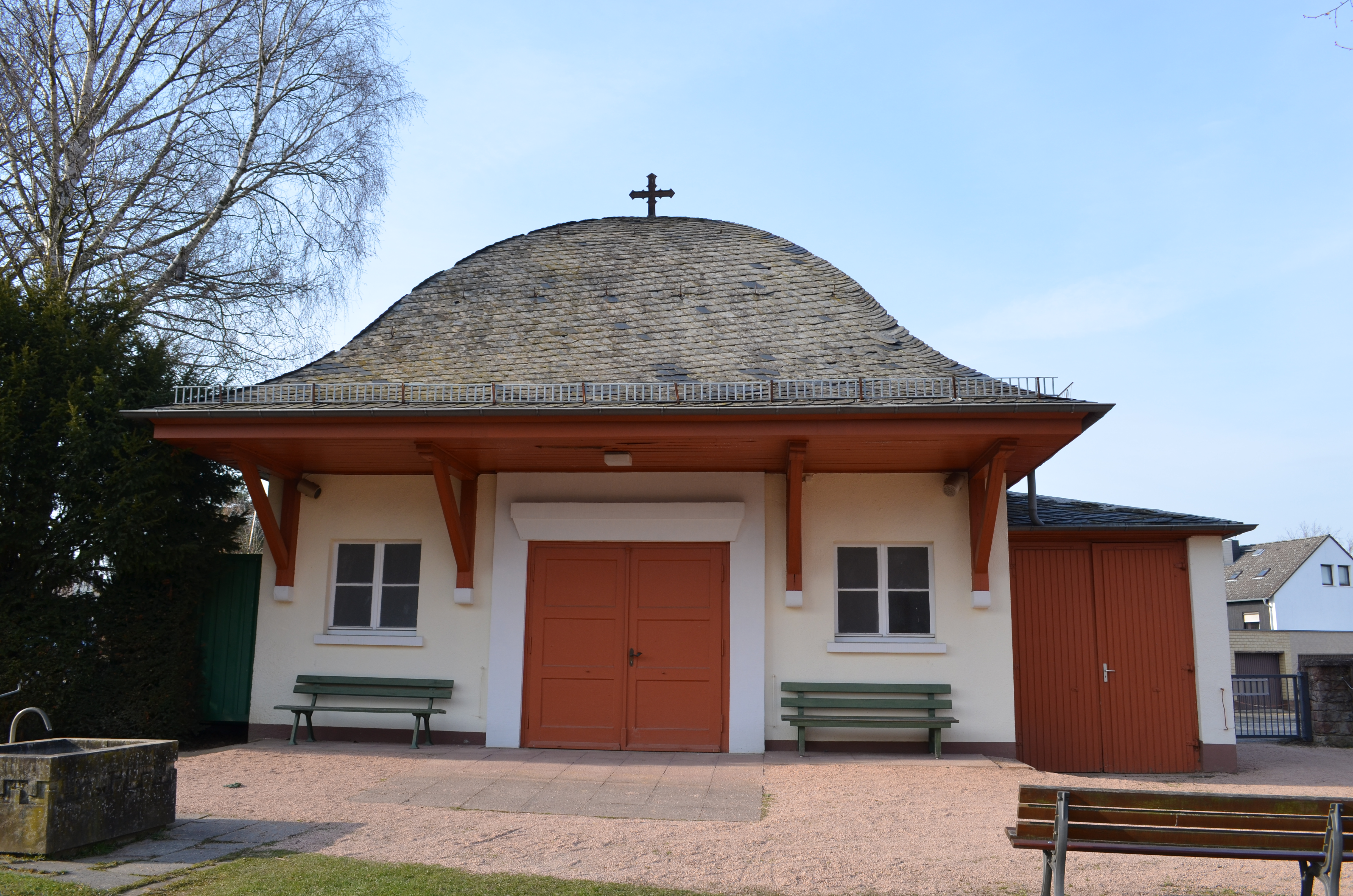
Trauerhalle
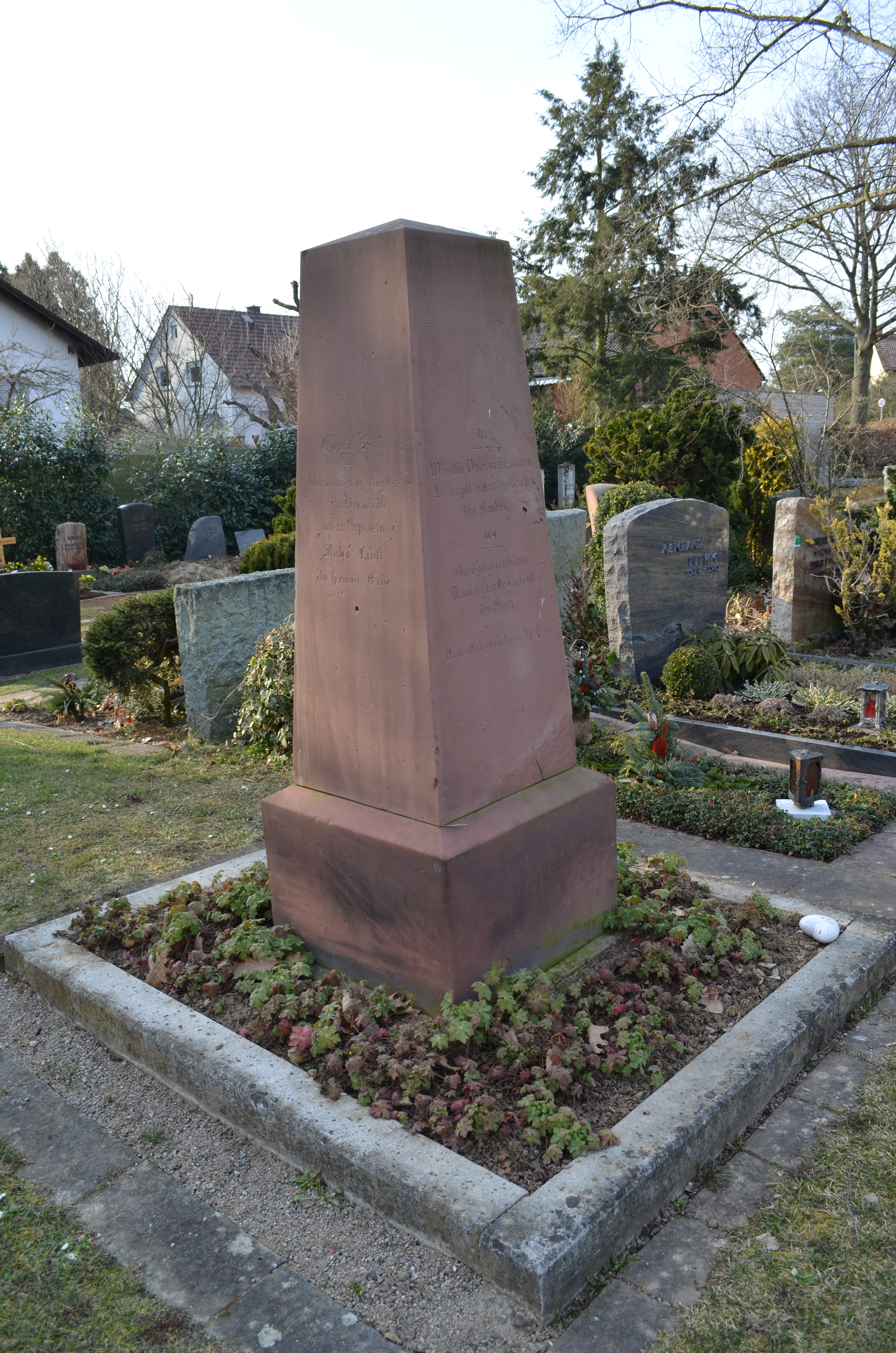
Kriegerdenkmal
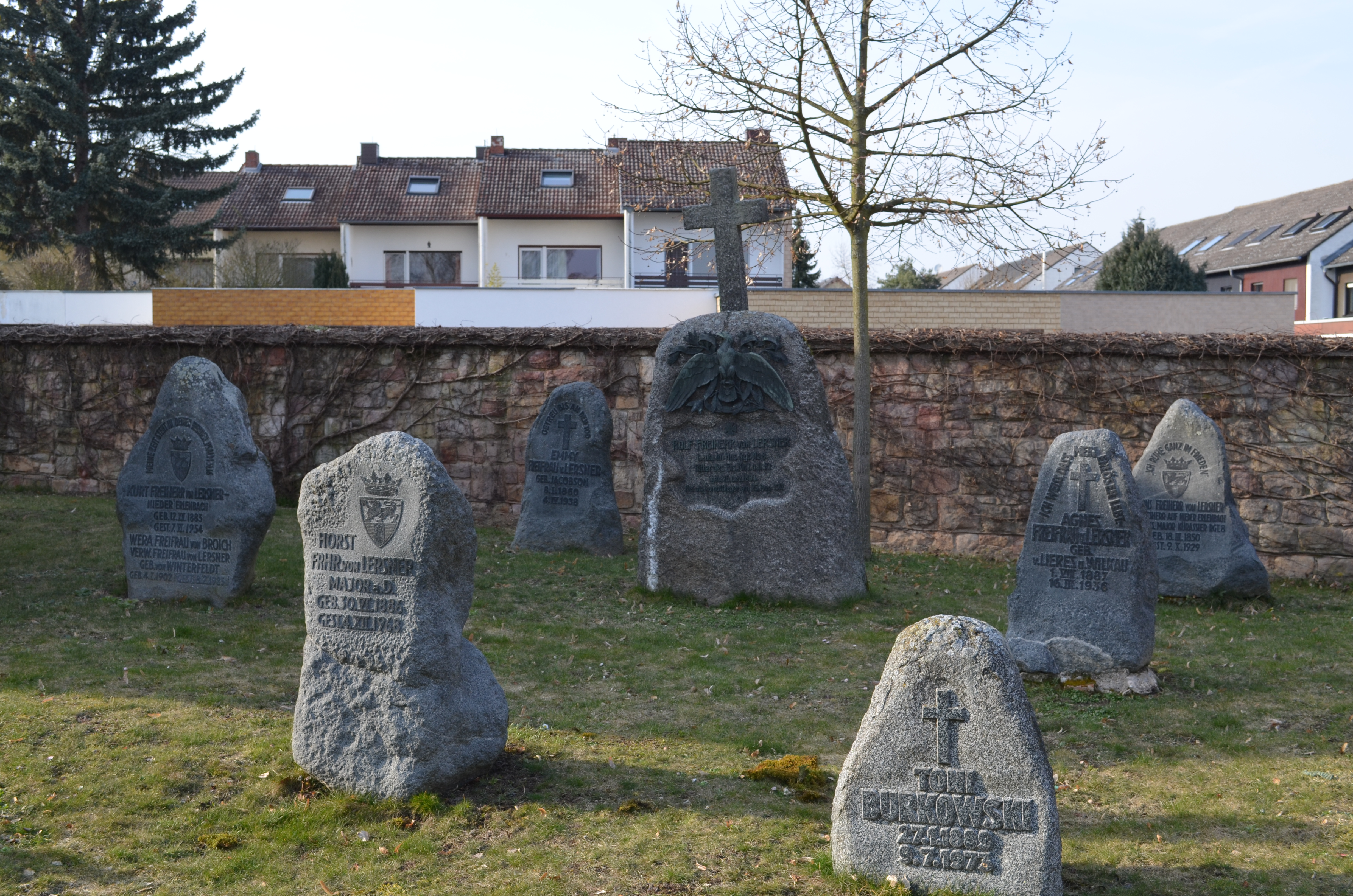
Lersner-Gräber
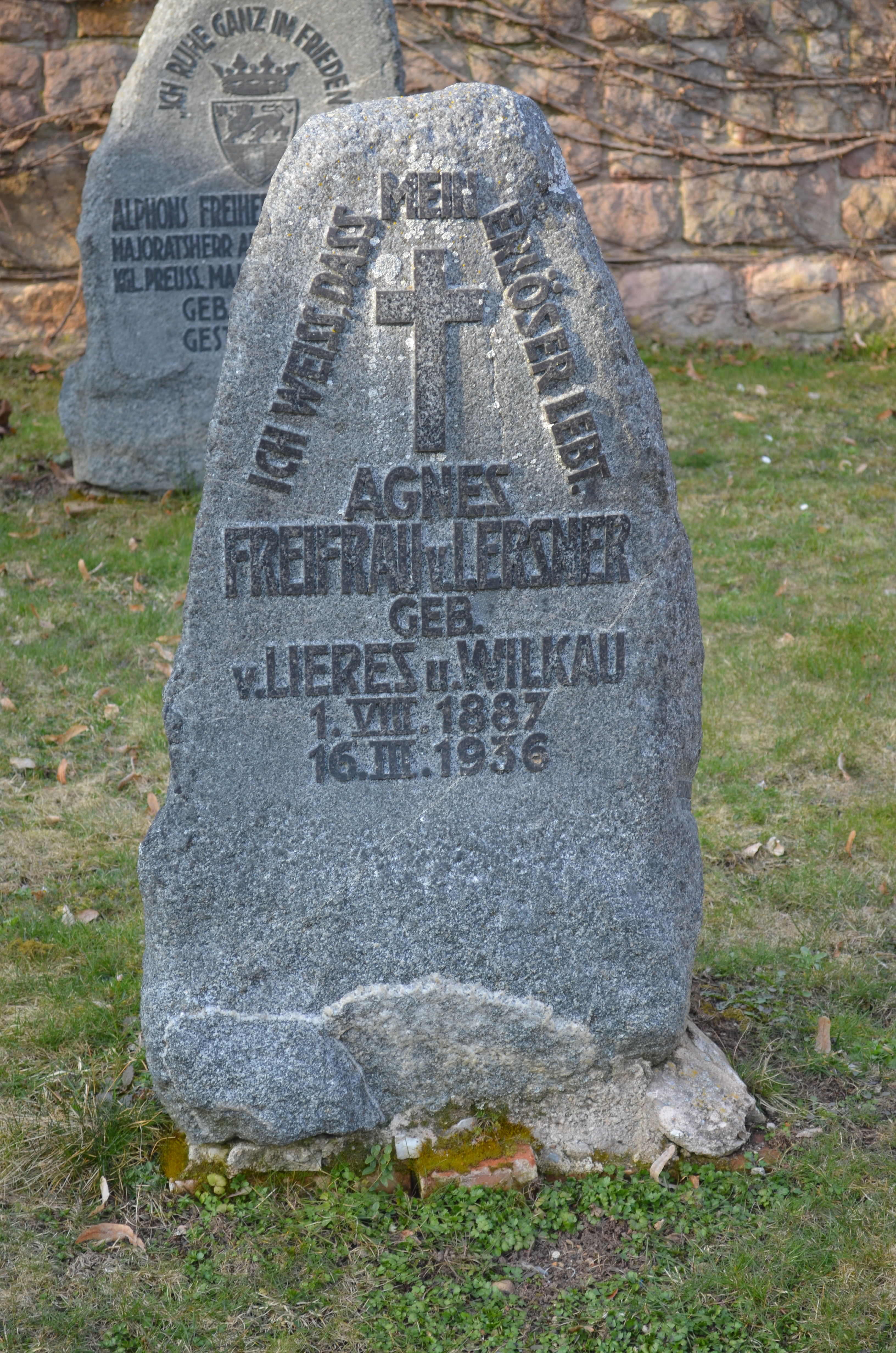
Grab Agnes von Lersner
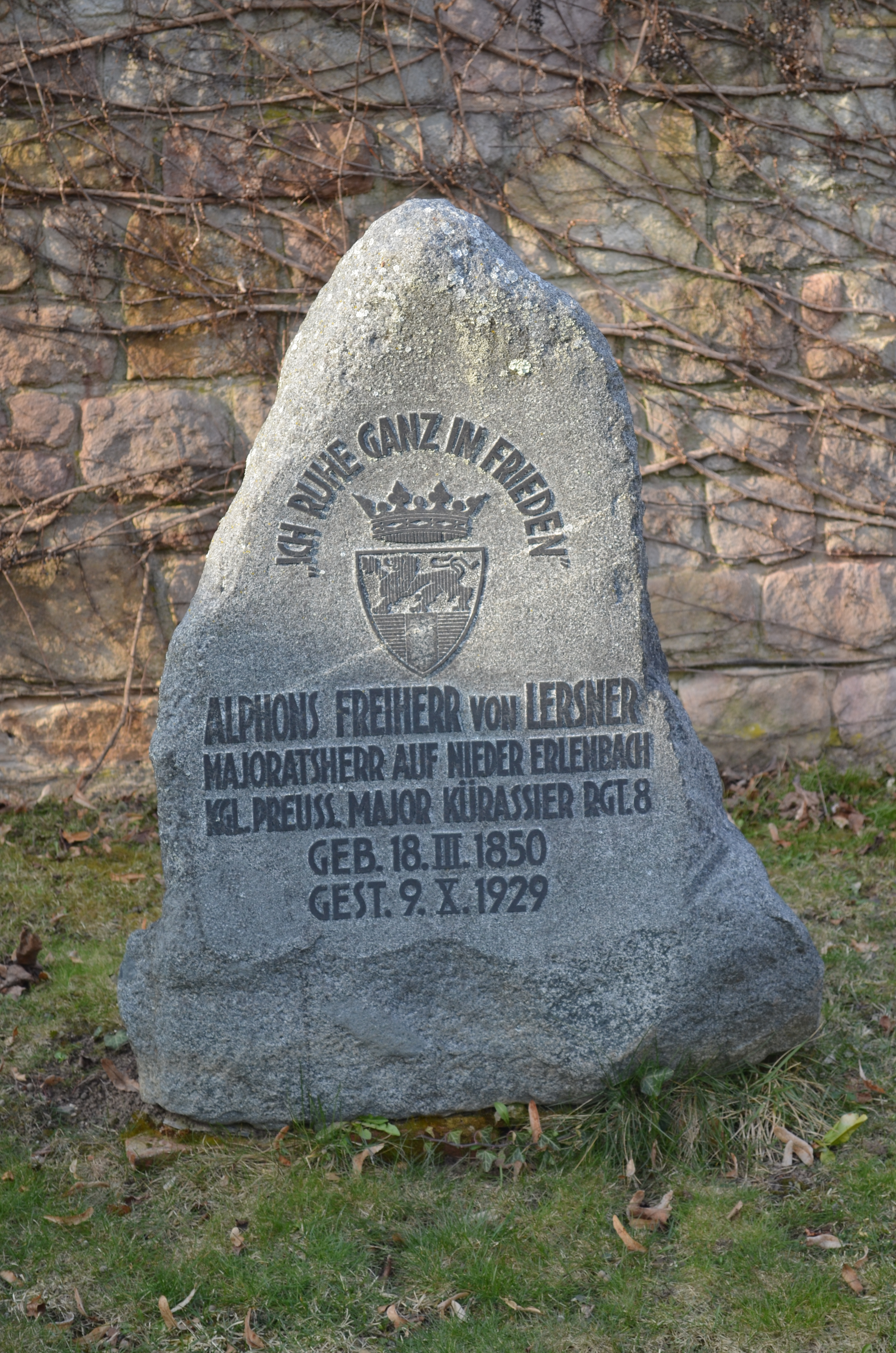
Grab Alphons von Lersner
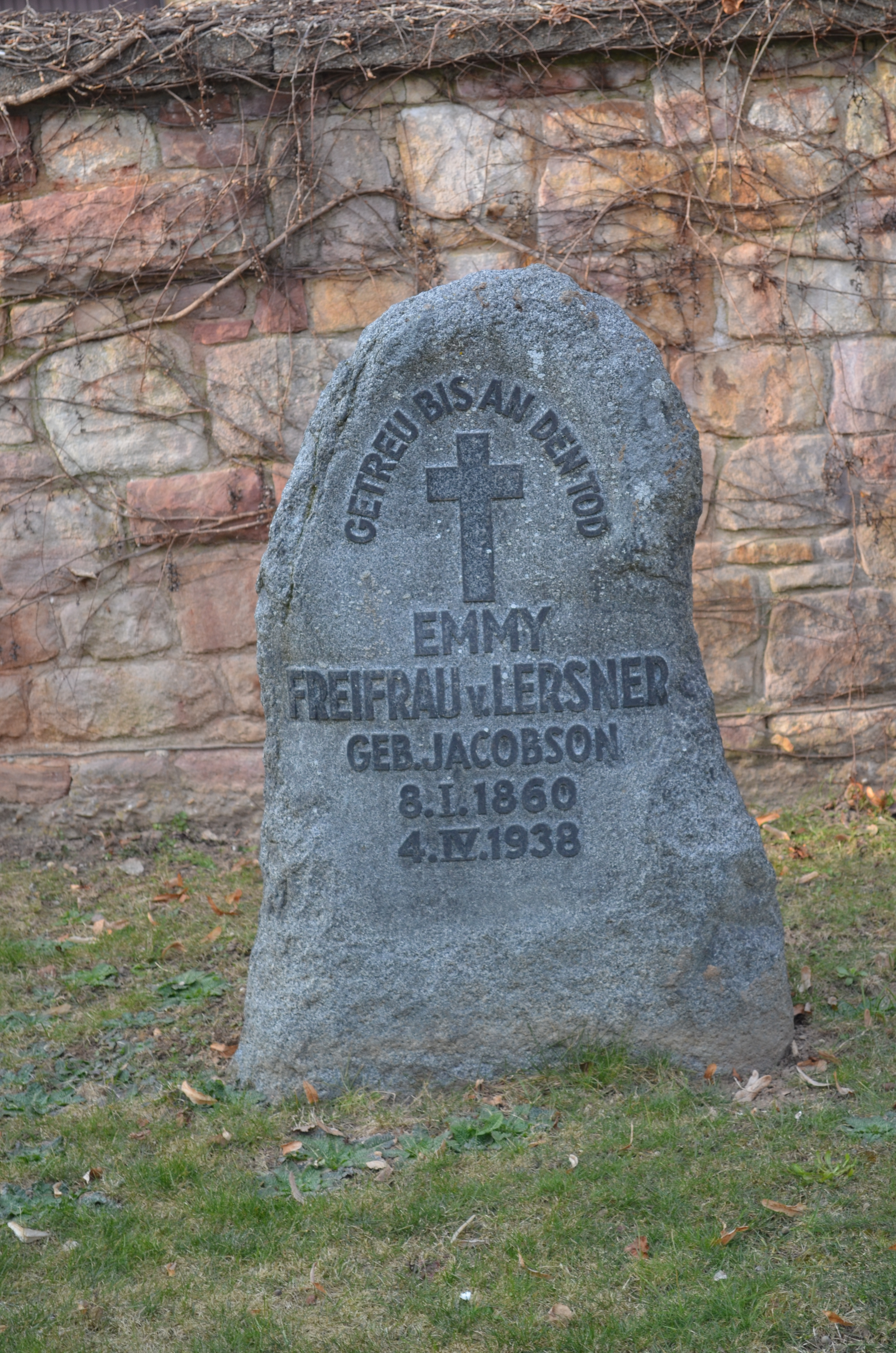
Grab Emmi von Lersner
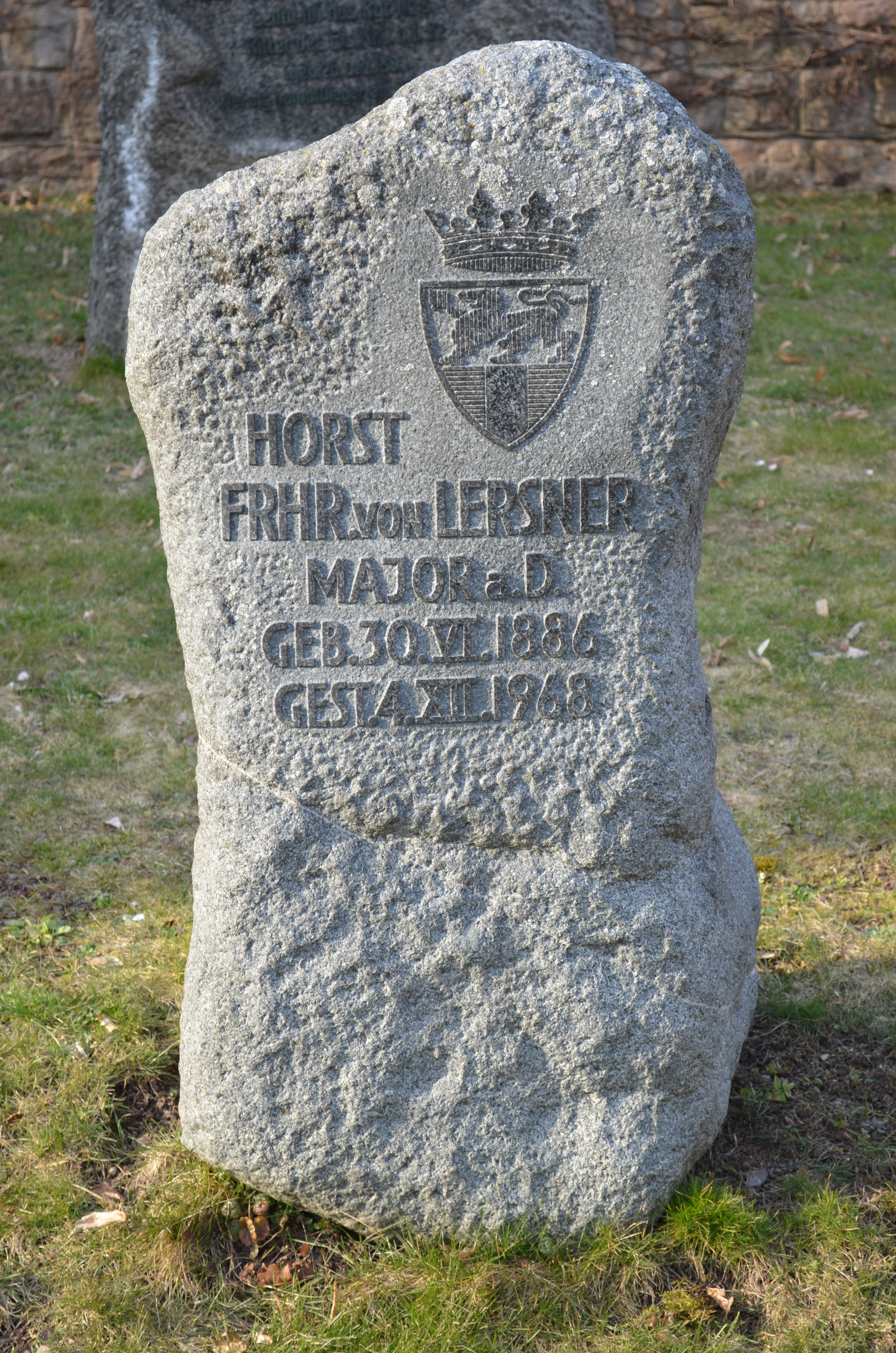
Grab Horst von Lersner
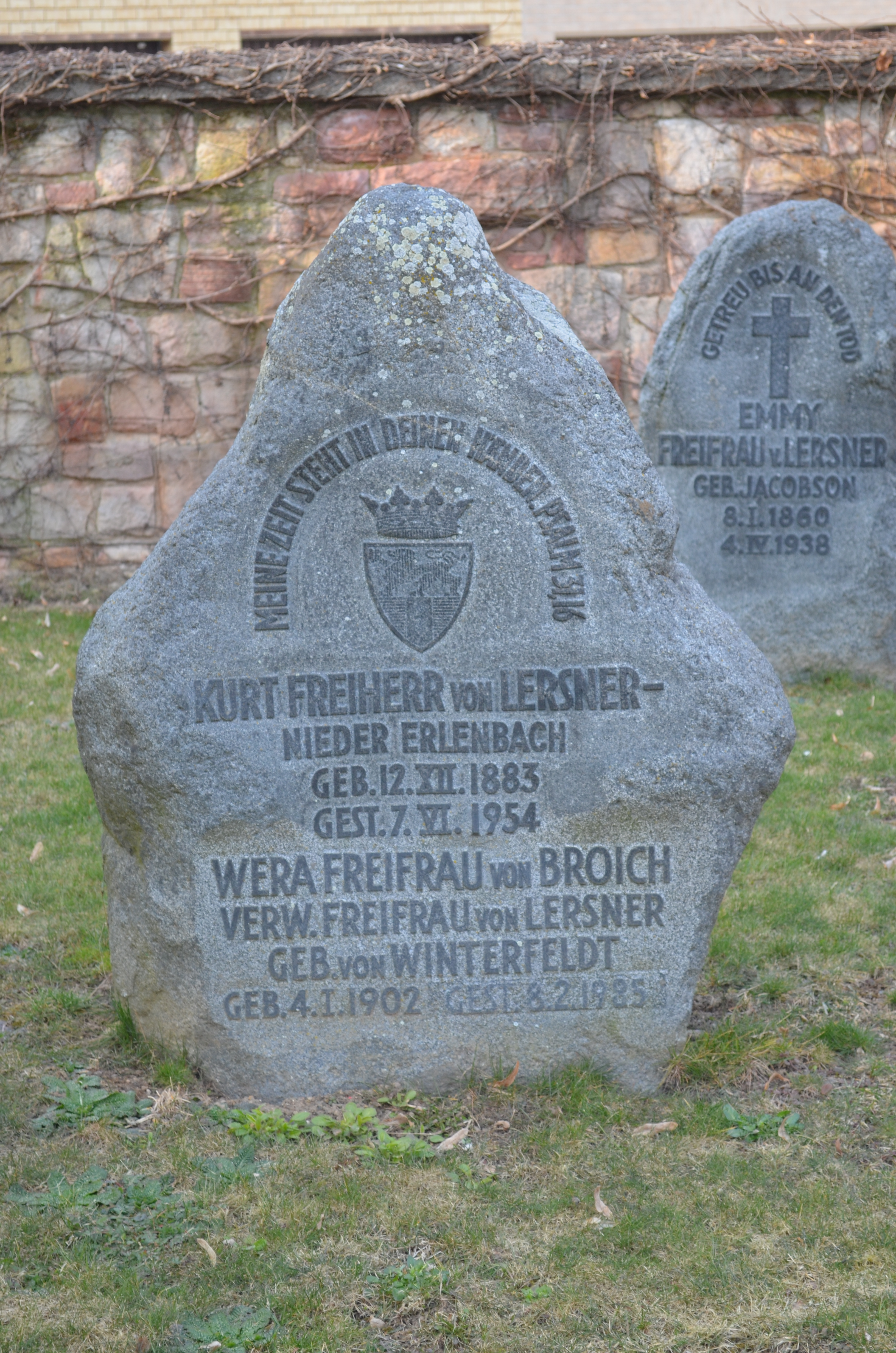
Grab Kurt von Lersner
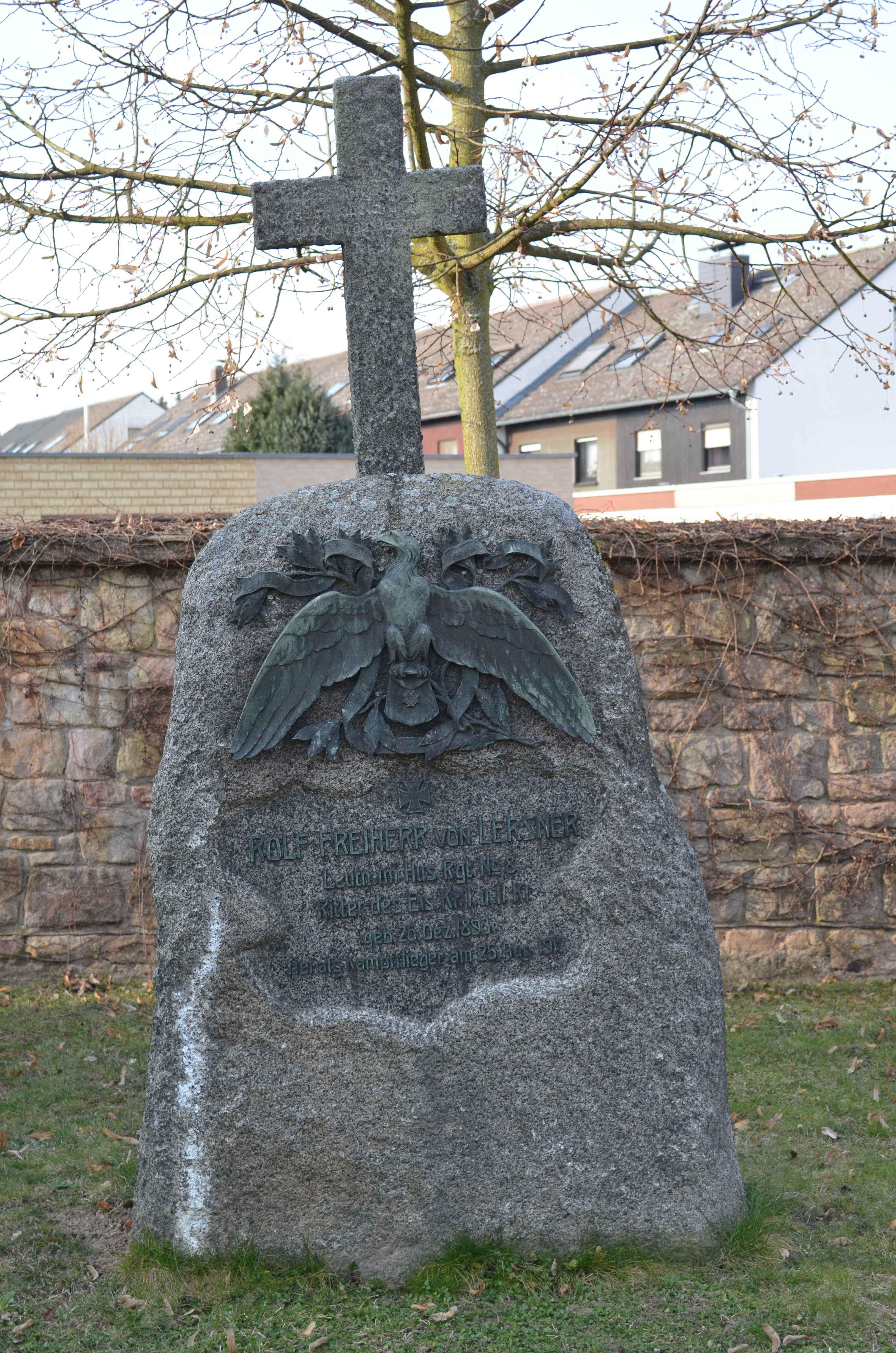
Grab Rolf von Lersner

## Neuer Friedhof

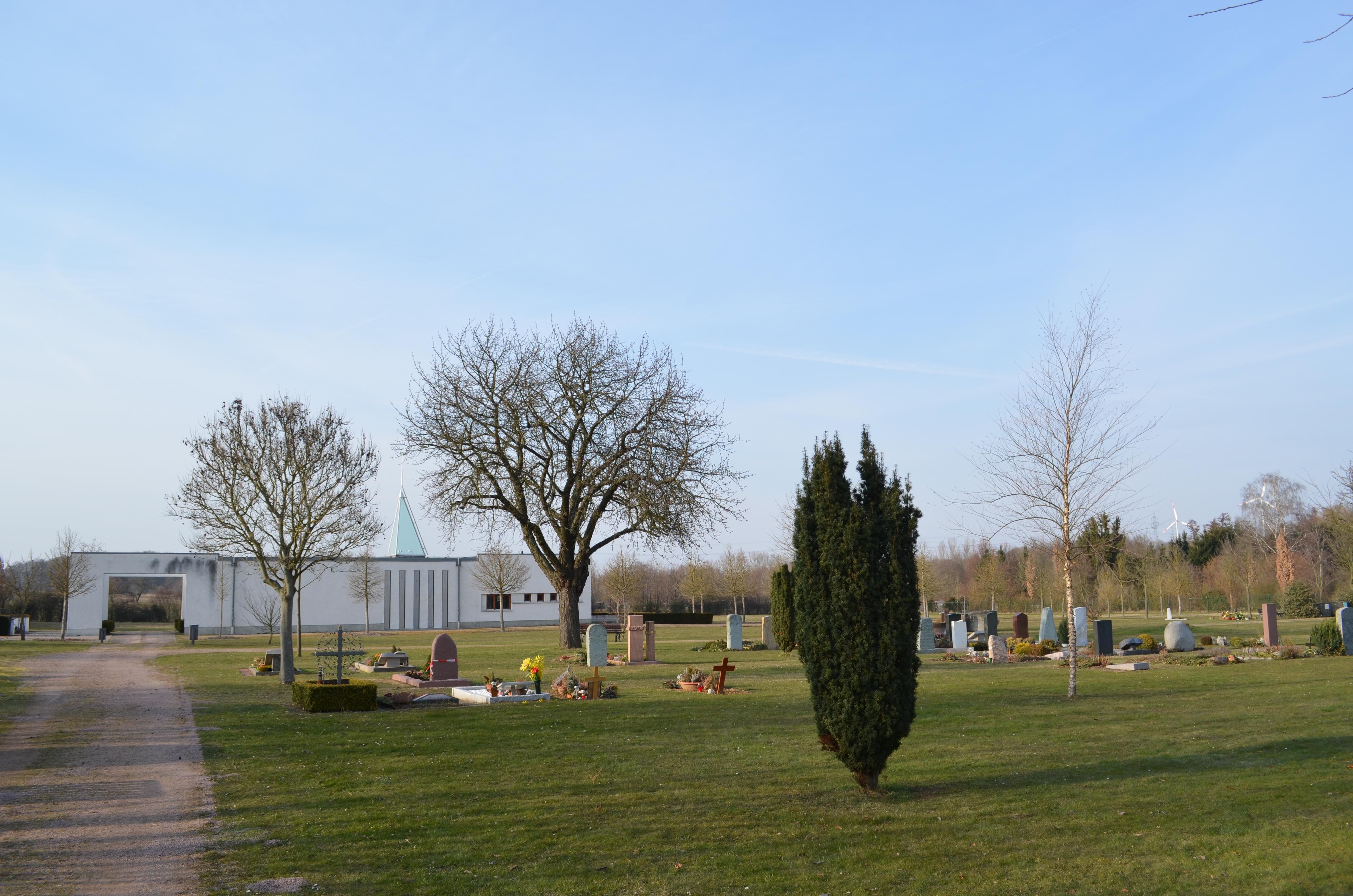
Neuer Friedhof

Nachdem der alte Friedhof stark belegt war, wurde 1997 der neue Friedhof am Ortsrand (Adresse Alt Erlenbach 80) eröffnet. Der Friedhof hat eine Fläche von 0,5 Hektar und weist 300 Gräber auf. Eine große Trauerhalle befindet sich am Ende des Friedhofs.